# أبو موسى (مدينة)
أبو موسى هي مدينة تقع في ناحية مركز مقاطعة أبو موسى في محافظة هرمزغان، التي تقع في جنوب إيرانفي جزيرة بوموسي. يقدر عدد سكانها بـ 1,705 نسمة .